# Grenada op de Olympische Zomerspelen 1988
Grenada nam deel aan de Olympische Zomerspelen 1988 in Seoel, Zuid-Korea. Zes atleten behoorden tot de selectie, actief in de atletiek en het Boksen. 

## Deelnemers en resultaten

### Atletiek
| Olympiër            | Discipline   | Resultaat | Prestatie             |
| ------------------- | ------------ | --------- | --------------------- |
| Agnes Griffith      | 200m (v)     | 43e       | serie 2: 7de in 24,79 |
| Agnes Griffith      | 400m (v)     | 41e       | serie 7: 7de in 57,09 |
| Arlene Vincent Mark | marathon (v) | 62e       | 3:25.32               |

### Boksen
| Olympiër             | Discipline | Resultaat | Prestatie                                                    |
| -------------------- | ---------- | --------- | ------------------------------------------------------------ |
| Taddeus "Tad" Joseph | -54kg (m)  | 17e       | 1ste ronde: V van VEN Garcia: scheidsrechterlijke beslissing |
| Garth Felix          | -71kg (m)  | 32e       | 1ste ronde:'V' van FRG Nieroba: knock-out                    |
| John Tobin           | -75kg (m)  | 9e        | 1ste ronde: vrij 2de ronde: V van SWE Ayed: 0-5              |
| Chris Collins        | -81kg (m)  | 9e        | 1ste ronde: vrij 2de ronde: V van EGY El-Naggar: 0-5         |

Afghanistan · Algerije · Amerikaanse Maagdeneilanden · Amerikaans-Samoa · Andorra · Angola · Antigua en Barbuda · Argentinië · Aruba · Australië · Bahama’s · Bahrein · Bangladesh · Barbados · België · Belize · Benin · Bermuda · Bhutan · Birma · Bolivia · Bondsrepubliek Duitsland · Botswana · Brazilië · Britse Maagdeneilanden · Brunei · Bulgarije · Burkina Faso · Canada · Centraal-Afrikaanse Republiek · Chili · China · Chinees Taipei · Colombia · Congo-Brazzaville · Cookeilanden · Costa Rica · Cyprus · Denemarken · Djibouti · Dominicaanse Republiek · Duitse Democratische Republiek · Ecuador · Egypte · El Salvador · Equatoriaal-Guinea · Fiji · Filipijnen · Finland · Frankrijk · Gabon · Gambia · Ghana · Grenada · Griekenland · Groot-Brittannië · Guam · Guatemala · Guinee · Guyana · Haïti · Honduras · Hongarije · Hongkong · Ierland · IJsland · India · Indonesië · Irak · Iran · Israël · Italië · Ivoorkust · Jamaica · Japan · Joegoslavië · Jordanië · Kaaimaneilanden · Kameroen · Kenia · Koeweit · Laos · Lesotho · Libanon · Liberia · Libië · Liechtenstein · Luxemburg · Malawi · Malediven · Maleisië · Mali · Malta · Marokko · Mauritanië · Mauritius · Mexico · Monaco · Mongolië · Mozambique · Nederland · Nederlandse Antillen · Nepal · Nieuw-Zeeland · Niger · Nigeria · Noord-Jemen · Noorwegen · Oeganda · Oman · Oostenrijk · Pakistan · Panama · Papoea-Nieuw-Guinea · Paraguay · Peru · Polen · Portugal · Puerto Rico · Qatar · Roemenië · Rwanda · Saint Vincent en de Grenadines · Salomonseilanden · Samoa · San Marino · Saoedi-Arabië · Senegal · Sierra Leone · Singapore · Soedan · Somalië · Sovjet-Unie · Spanje · Sri Lanka · Suriname · Swaziland · Syrië · Tanzania · Thailand · Togo · Tonga · Trinidad en Tobago · Tsjaad · Tsjecho-Slowakije · Tunesië · Turkije · Uruguay · Vanuatu · Venezuela · Verenigde Arabische Emiraten · Verenigde Staten · Vietnam · Zaïre · Zambia · Zimbabwe · Zuid-Jemen · Zuid-Korea · Zweden · Zwitserland